# Jnan Adhin

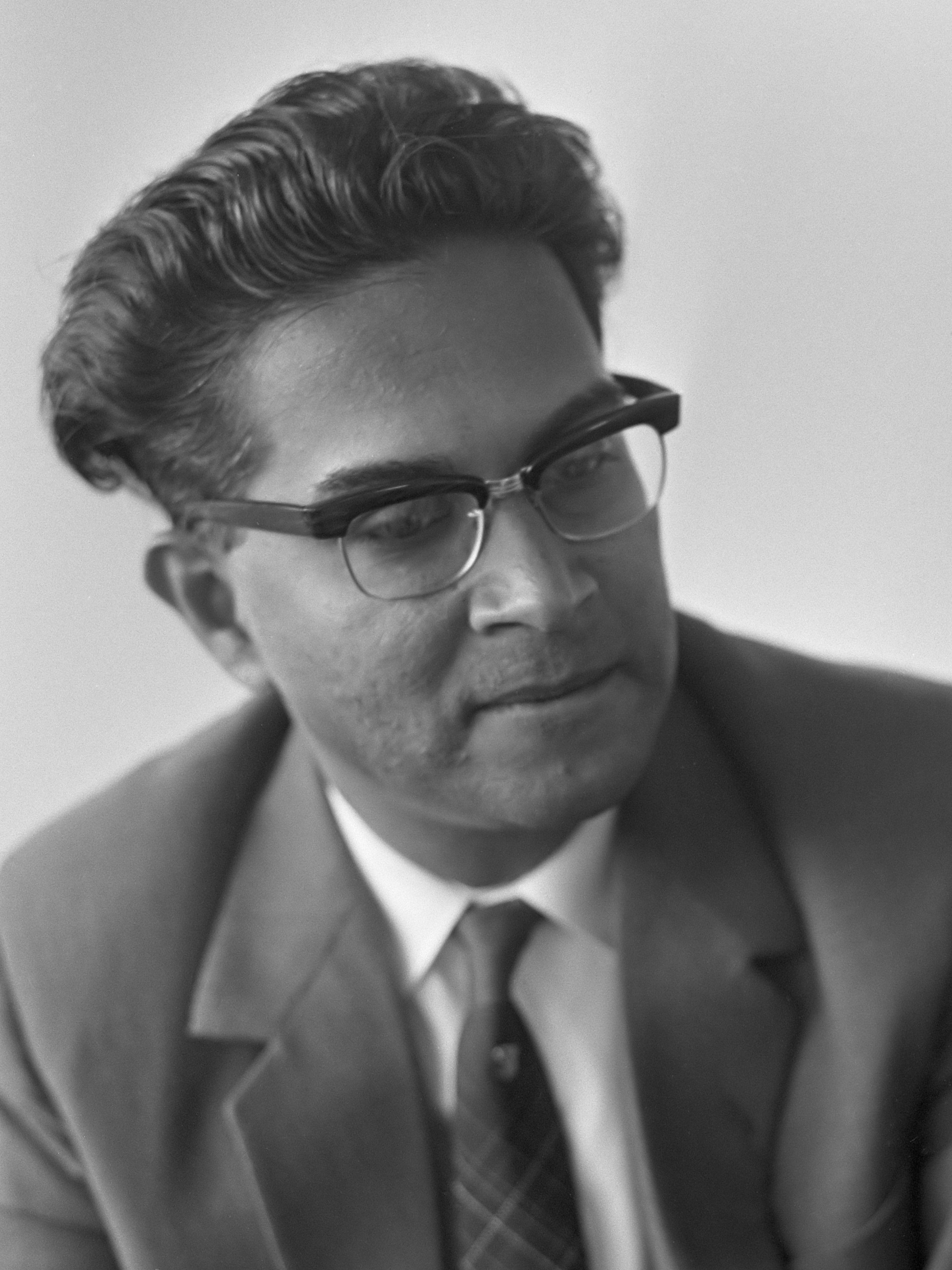
Jnan Hansdev Adhin (1966)

Jnan Hansdev Adhin (Ornamibo, 24 januari 1927 – Leiden, 16 januari 2002) was een Surinaams rechtsgeleerde, econoom, filosoof, taalkundige en schrijver. Hij was Statenlid en drie maal minister.

## Biografie
Jnan Hansdev Adhin werd geboren in Ornamibo in het voormalige district Boven-Para (tegenwoordig het district Para) in Suriname.
Adhin behaalde een bachelor of arts in filosofie en vergelijkende taalwetenschap in New Delhi, en aan Nederlandse universiteiten drie doctoraaldiploma's (niet-westerse sociale wetenschappen, wijsbegeerte (met hoofdvak pedagogiek), politieke en sociale wetenschappen), en de meestertitel in Nederlands Recht. Hij promoveerde aan de Rijksuniversiteit Groningen cum laude in de economische wetenschappen met het proefschrift Development Planning in Surinam in Historical Perspective (1961). Hij had zitting in een groot aantal staatscommissies en organisaties. Slechts met enkele (korte) onderbrekingen was hij van 1963 tot 1980 namens de VHP lid van de Staten van Suriname/Parlement van Suriname.
Hij was directeur van het Bureau Volkslectuur en het Taalbureau, onderwijsinspecteur en minister van Justitie en Politie van 1964-1967 en 1969-1973. In 1971-1972 was hij daarnaast ook tijdelijk de minister van Onderwijs en Volksontwikkeling. Bij het opstappen van de vorige minister, Krish Nannan Panday, speelde onder andere beschuldigingen van fraude op dat ministerie. Na 1980 was Adhin regeringsadviseur in algemene dienst. Hij overleed in 2002 op 74-jarige leeftijd in Leiden.

## Literair werk
Hij maakte zijn literaire debuut met het korte verhaal 'Weer bloeit de Bamboe' in het tijdschrift Vikaash van maart 1947. Enkele toneelstukken schreef hij onder het pseudoniem Gyan Dev. Hij publiceerde ook enkele verhalen onder de naam Sad Darshi in het tijdschrift Soela in de eerste helft van de jaren ‘60, waarmee hij als een der eersten de hindoestanen stem gaf in literair proza. Later liet hij als prozaschrijver niet meer van zich horen.

## Andere publicaties
Op tal van andere gebieden bleef hij daarentegen buitengewoon productief. Hij publiceerde een lange reeks opstellen en boekpublicaties over rechtsvraagstukken, over Indiase filosofie en religie, over opvoedkunde, politiek, economie, taalkunde (met name het Hindi en Sarnami).

## Cultuurpolitieke visie
De 'Aziatische' bevolkingsgroepen van Suriname bouwden na de Tweede Wereldoorlog hun verenigingsleven uit. De sociaal-culturele functie daarvan bestond uit een complex amalgaam van versterking van de eigen groepspositie, vergroting van de maatschappelijke inbreng van de groep en bijdrage aan de Surinaamse natievorming. Jnan Adhin, die als ideoloog van de Verenigde Hindostaanse Partij fungeerde, drukte dit amalgaam uit in een aan de Rig-Veda ontleende filosofie van de 'Eenheid in verscheidenheid', titel tevens van zijn opstel dat bij het tienjarig bestaan van het Cultureel Centrum Suriname in 1957 bekroond werd. Adhin geloofde in een 'cultuursynthese, waarbij verschillende tradities en godsdiensten naast elkaar bestaan, echter geschraagd door een diepere eenheid'. Hij zag geen heil in de 'uniformiteit van godsdienst en cultuur' maar in de culturele verscheidenheid: "Laat elke groep haar taal behouden en tot ontwikkeling brengen, waarbij als eenheidstaal het Nederlands fungeert." Deze cultuurpolitieke visie werd vooral vanuit de creoolse groep gezien als een gebrek aan nationalistisch gevoelen.

## Over Jnan Adhin
Tussen 2012 en 2017 werd gewerkt aan een beeld van Adhin. Na aankomst van de eerste versie door een Indiase kunstenaar was de organiserende stichting ontevreden en liet het daarna bijwerken door de Surinaamse kunstenaar Iwan Verwey. Hoewel het toen klaar was voor plaatsing, werd het uiteindelijk in 2023 onthuld tegenover A.T. Calorschool aan de Dr. Sophie Redmondstraat.
In de volgende werken werd over Adhin geschreven:
- Bibliografie van Jnan H. Adhin. Paramaribo: Prakashan, 1995.
- Over zijn literaire betekenis: Michiel van Kempen, Een geschiedenis van de Surinaamse literatuur. Breda: De Geus, 2003, deel II, p. 874.
- Michiel van Kempen: In memoriam Jnan Adhin, in: OSO, Tijdschrift voor Surinaamse taalkunde, letterkunde, cultuur en geschiedenis, nummer 1, mei 2002, jaargang 21, pp. 197–199.